# Чемпіонат Африки з футболу серед жінок 1998
Третій чемпіонат Африки з футболу серед жінок 1998 пройшов з 17 жовтня по 31 жовтня 1998 року, відбірковий етап відбувся з 28 березня по 12 квітня 1998 року. Це перший турнір із країною-господарем, якою за рішенням КАФ стала Нігерія. Усього брали участь 15 збірних, у фінальній частині — 8. Переможцем утретє стала Нігерія та отримала путівку на чемпіонат світу серед жінок 1999. Загалом у фінальній частині було проведено 13 матчів та забито 63 голів.

## Кваліфікація
Перші матчі проходили 28—29 березня, матчі-відповіді — 10—12 квітня.
| Команда 1 | Заг.  | Команда 2    | 1-й матч | 2-й матч |
| --------- | ----- | ------------ | -------- | -------- |
| Мозамбік  | 7:2   | Лесото       | 3:0      | 4:2      |
| ПАР       | 15:0  | Есватіні     | 9:0      | 6:0      |
| Єгипет    | 2:1   | Уганда       | 1:1      | 1:0      |
| Гана      | 19:0  | Гвінея       | 11:0     | 8:0      |
| ДР Конго  | т. п. | Намібія      | —        | —        |
| Камерун   | т. п. | Сьєрра-Леоне | —        | —        |
| Марокко   | т. п. | Кенія        | —        | —        |

## Учасники
У фінальному етапі усього брали участь 8 збірних.
| Команда            | Участь у фін. стад. | Найкращий результат  |
| ------------------ | ------------------- | -------------------- |
| Камерун            | 2                   | Фіналіст (1991)      |
| ДР Конго           | 1                   | Уперше               |
| Єгипет             | 1                   | Уперше               |
| Гана               | 3                   | півфіналіст (1995)   |
| Марокко            | 1                   | Уперше               |
| Мозамбік           | 1                   | Уперше               |
| Нігерія (господар) | 3                   | Чемпіон (1991, 1995) |
| ПАР                | 2                   | Фіналіст (1995)      |

## Стадіони
| Кадуна                     | Кадуна Абеокуда | Абеокуда          |
| Стадіон імені Ахмаду Белло | Кадуна Абеокуда | «Гейтвей»         |
|                            | Кадуна Абеокуда |                   |
| Місткість: 16 000          | Кадуна Абеокуда | Місткість: 35 000 |

## Фінальна частина

### Груповий етап

#### Група A
Усі матчі відбувалися на стадіоні імені Ахмаду Белло, Кадуна.
| Поз | Команда  | І | В | Н | П | ГЗ | ГП | РГ  | О | Кваліфікація      |     | НІГ | КОН | МАР | ЄГИ |
| --- | -------- | - | - | - | - | -- | -- | --- | - | ----------------- | --- | --- | --- | --- | --- |
| 1   | Нігерія  | 3 | 3 | 0 | 0 | 20 | 0  | +20 | 9 | Вихід до Плей-офу |     | —   | 6:0 | 8:0 | 6:0 |
| 2   | ДР Конго | 3 | 1 | 1 | 1 | 4  | 7  | −3  | 4 | Вихід до Плей-офу |     | 0:6 | —   | 0:0 | 4:1 |
| 3   | Марокко  | 3 | 1 | 1 | 1 | 4  | 9  | −5  | 4 |                   |     | 0:8 | 0:0 | —   | 4:1 |
| 4   | Єгипет   | 3 | 0 | 0 | 3 | 2  | 14 | −12 | 0 |                   | 0:6 | 1:4 | 1:4 | —   |     |

#### Група B
Усі матчі відбувалися на стадіоні «Гейтвей», Абеокуда.
| Поз | Команда  | І | В | Н | П | ГЗ | ГП | РГ | О | Кваліфікація      |  | ГАН | КАМ | ПАР | МОЗ |
| --- | -------- | - | - | - | - | -- | -- | -- | - | ----------------- |  | --- | --- | --- | --- |
| 1   | Гана     | 2 | 2 | 0 | 0 | 7  | 1  | +6 | 6 | Вихід до Плей-офу |  | —   | 3:1 | 4:0 | —   |
| 2   | Камерун  | 2 | 1 | 0 | 1 | 4  | 5  | −1 | 3 | Вихід до Плей-офу |  | 1:3 | —   | 3:2 | —   |
| 3   | ПАР      | 2 | 0 | 0 | 2 | 2  | 7  | −5 | 0 |                   |  | 0:4 | 2:3 | —   | 4:1 |
| 4   | Мозамбік | 0 | 0 | 0 | 0 | 0  | 0  | 0  | 0 | Відмова           |  | —   | —   | —   | —   |

### Плей-оф
|  | Півфінал          | Півфінал          |   |                     | Фінал               | Фінал |  |
|  |                   |                   |   |                     |                     |       |  |
|  | 27 жовтня: Кадуна |                   |   |                     |                     |       |  |
|  | Нігерія           | 6                 |   |                     |                     |       |  |
|  | Камерун           | 0                 |   |                     |                     |       |  |
|  |                   |                   |   |                     |                     |       |  |
|  |                   |                   |   |                     | 31 жовтня: Абеокута |       |  |
|  |                   |                   |   |                     | Нігерія             | 2     |  |
|  |                   | Гана              | 0 |                     |                     |       |  |
|  |                   |                   |   |                     |                     |       |  |
|  |                   |                   |   |                     |                     |       |  |
|  |                   |                   |   |                     | Матч за 3-тє місце  |       |  |
|  | 27 жовтня: Кадуна | 27 жовтня: Кадуна |   | 30 жовтня: Абеокута | 30 жовтня: Абеокута |       |  |
|  | Гана дч           | 4                 |   | Камерун             | 3 (1)               |       |  |
|  | ДР Конго          | 1                 |   |                     | ДР Конго            | 3 (3) |  |

### Півфінал
| 27 жовтня 1998 16:00 |

| Нігерія | 6:0 | Камерун |
| ------- | --- | ------- |
|         |     |         |

| Стадіон імені Ахмаду Белло, Кадуна |

| 27 жовтня 1998 16:00 |

| Гана | 4:1 (дч) | ДР Конго |
| ---- | -------- | -------- |
|      |          |          |

| Стадіон імені Ахмаду Белло, Кадуна |

### Матч за 3-тє місце
| 30 жовтня 1998 16:00 |

| Камерун | 3:3 (дч) | ДР Конго |
| ------- | -------- | -------- |
|         |          |          |
|         | Пенальті |          |
|         | 1:3      |          |

| «Гейтвей», Абеокута |

### Фінал
| 31 жовтня 1998 16:00 |

| Нігерія                | 2:0      | Гана |
| ---------------------- | -------- | ---- |
| Окосіеме 43' Мбачу 64' | Протокол |      |

| «Гейтвей», Абеокута |